# Nepaletricha montana
Nepaletricha montana är en tvåvingeart som beskrevs av Heikki Hippa 2009. Nepaletricha montana ingår i släktet Nepaletricha och familjen Rangomaramidae.
Artens utbredningsområde är Thailand. Inga underarter finns listade i Catalogue of Life.